# Unamen Shipu
Ne doit pas être confondu avec La Romaine (village).
Pour les articles homonymes, voir La Romaine.
Unamen Shipu  en Innu-aimun, officiellement La Romaine, est une réserve indienne innue du Québec (Canada) située sur la Côte-Nord. Elle est habitée par les Montagnais d'Unamen Shipu.
En mai 2024, Hydro-Québec annonce qu'elle versera 32 millions à la communauté en compensation des dommages causés par la construction de la centrale du Lac-Robertson. 

## Géographie
La Romaine, enclavée dans Le Golfe-du-Saint-Laurent, est située à environ 400 kilomètres à l'Est de Sept-Îles. La réserve de La Romaine, administrée par les Montagnais d'Unamen Shipu, et le village de La Romaine, administré par la municipalité de Côte-Nord-du-Golfe-du-Saint-Laurent, forment une agglomération où se côtoient un millier d'Innus (Montagnais), une centaine de Blancs et quelques familles de Malécites. Les deux entités, géographiquement indissociables, partagent certains services publics : aqueduc, égouts, réseau routier, bureau de poste, standard téléphonique, police, aéroport et port.

## Toponymie
Elle tire son nom de la rivière Romaine, unamen en innu voulant dire « rouge », la pierre roulée par la rivière étant rouge. Le rouge fait référence à la peinture que les Innus apposaient sur leurs canots pour les protéger des mauvais esprits, selon la tradition locale.
Depuis 1886, le bureau de poste de l'endroit porte plutôt le nom donné par les Jésuites, Gethsémani.

## Démographie
| 2001 | 2006 | 2011  | 2016 | 2021  |
| ---- | ---- | ----- | ---- | ----- |
| 944  | 926  | 1 016 | 977  | 1 165 |

### Langues
En 2011, sur une population de 1015 habitants, La Romaine comptait 2,5 % de francophones et 97,5 % de locuteurs de l'innu-aimun.

## Éducation
École Olamen, maternelle à secondaire 5, avec 292 étudiants en 2008-2009.

## Transports
À La Romaine, comme partout en Basse-Côte-Nord, la motoneige est le moyen de transport par excellence pour se déplacer en saison hivernale, car il n'y a pas de route. Seuls l'avion, ou le bateau en été permettent de s'y rendre, à partir de Kegaska, Natashquan ou du Labrador.